# Harald Lucht
Harald Lucht (* 7. November 1935 in Stettin; † 18. Februar 2020 in Bremen) war ein deutscher Geodät und ehemaliger Senatsrat der Freien Hansestadt Bremen. Er wurde von der Hochschule Bremen zum Honorarprofessor ernannt.

## Leben
Harald Lucht studierte Geodäsie an der Staatsbauschule Oldenburg und der Technischen Hochschule Hannover. Nach dem Abschluss des technischen Referendariats promovierte ihn die Technische Hochschule Hannover zum Dr.-Ing. Dissertationsthema war die Korrelation im Präzisionsnivellement. Von 1973 bis 1999 war Lucht Direktor der Kataster- und Vermessungsverwaltung der Freien Hansestadt Bremen bzw. Leiter des Wirtschaftsbetriebs Kataster und Vermessung Bremen.
Über viele Jahre hat Harald Lucht die Entwicklung des amtlichen Vermessungswesens in Deutschland mitgeprägt. Er war langjähriges Mitglied der Arbeitsgemeinschaft der Vermessungsverwaltungen der Länder der Bundesrepublik Deutschland, der er 1983 und 1984 vorstand. Von 1985 bis 1998 war er Vorsitzender der Fachkommission Kommunales Vermessungs- und Liegenschaftswesen im Deutschen Städtetag und ständiger Gast der Deutschen Geodätischen Kommission. Im Jahr 1989 ernannte ihn die Hochschule Bremen zum Honorarprofessor.
Neben zahlreichen Fachveröffentlichungen, insbesondere zur Automatisierung des Liegenschaftskatasters und zur Grundstückswertermittlung, erinnert Harald Lucht regelmäßig in den geodätischen Fachzeitschriften an bedeutende Geodäten und ihre Leistungen (beispielsweise Friedrich Wilhelm Bessel, Johann Friedrich Benzenberg) sowie an wichtige Ereignisse für die Entwicklung des Vermessungswesens (unter anderem 150 Jahre Kataster und Vermessung in Bremen 1835–1985). Dieses Interesse für geschichtliche Themen hat Harald Lucht 27 Jahre lang ehrenamtlich als Präsident des Förderkreises Vermessungstechnisches Museum maßgeblich eingebracht.
Auf Initiative von Harald Lucht wurde der Verlauf der Balge, ein früherer Seitenarm der Weser, an mehreren Stellen der Bremer Altstadt durch eine Pflasterung und Bronzetafeln kenntlich gemacht.

## Ehrungen
- 1998 ehrte ihn der Verband Deutscher Vermessungsingenieure mit dem Goldenen Lot.
- 1999 ehrte ihn der Deutsche Städtetag mit der Freiherr-vom-Stein Medaille.[4]

## Veröffentlichungen (Auswahl)
- Bodenwertermittlungen in Sanierungsgebieten. In: Zeitschrift für Vermessungswesen. 1982, S. 232–243.
- 150 Jahre Kataster und Vermessung in Bremen. In: Zeitschrift für Vermessungswesen. 1985, S. 219–228.
- Gerhard Bustert, Harald Lucht u. a.: 150 Jahre Kataster und Vermessung in Bremen 1835–1985. Hrsg.: Kataster und Vermessungsverwaltung Bremen. Ditzen, 1985.
- 200. Geburtstag Friedrich Wilhelm Bessel in Bremen. In: Zeitschrift für Vermessungswesen. 1985, S. 47–48.
- Unser Umgang mit dem Grund und Boden – Lebensräume erfassen, werten und gestalten. Festvortrag 79. Geodätentag. In: Zeitschrift für Vermessungswesen. 1995, S. 527–545.
- Zur Wertermittlung für Ausgleichsbeträge im innerstädtischen Bereich (Sanierung Bremen-Vegesack). In: Grundstücksmarkt und Grundstückswert. 1996, S. 208–212.
- Verwaltungsumbau im Kataster- und Vermessungswesen in Bremen. In: Zeitschrift für Vermessungswesen. 1999, S. 241–247.
- Johann Friedrich Benzenberg. Jugendliebe in Bremen. Sein Wirken für Landesvermessung und Kataster. In: Kurt Kröger (Hrsg.): Wegbereiter in der deutschen Landesvermessung. Wittwer, Stuttgart 1999, ISBN 3-87919-267-7, S. 55–73.
- Begegnungen mit Persönlichkeiten im Förderkreis. In: Kurt Kröger (Hrsg.): 25 Jahre Förderkreis Vermessungstechnisches Museum e.V. Chmielorz, 2000, ISBN 3-87124-243-8, S. 19–28.
- Die Vermessung der Welt - Gedanken zu einem Bestseller. In: VDVmagazin. 2006, S. 216–217. Über den Roman Die Vermessung der Welt von Daniel Kehlmann.
- Grundstücksmarkt und Grundstückswertermittlung in Bremen. In: Flächenmanagement und Bodenordnung. 2008, S. 152–160.
- Harald Lucht, Karlheinz Jäger u. a.: Kommunales Vermessungs- und Liegenschaftswesen. In: Klaus Kummer, Josef Frankenberger (Hrsg.): Das deutsche Vermessungs- und Geoinformationswesen 2010. Wichmann, 2009, ISBN 978-3-87907-487-7, S. 515–562.
- Vor 20 Jahren – Aus der Arbeit im Deutschen Städtetag nach der politischen Wende. In: Zeitschrift für Vermessungswesen. 2010, S. 143–151.
- Eine Episode in der 175-jährigen Geschichte des Katasters in Bremen. In: VDVmagazin. 2011, S. 30–31.
- Einblick in das Lebenswerk des universalen Geodäten Walter Seele. In: Flächenmanagement und Bodenordnung. 2014, S. 241–247.
- 40 Jahre – Dortmund ein Zentrum der Vermessungsgeschichte. In: Zeitschrift für Vermessungswesen. 2016, S. 141–142.

- Erinnern heißt danken - Rückblick auf 15 Jahre aktuelles Bedenken und Begreifen von Vermessungsgeschichte. In: Schriftenreihe des Förderkreises Vermessungstechnisches Museum in Dortmund e.V. Band 43, 2018.